# Muzahim al-Badżahdżi
Muzahim al-Badżahdżi (ur. 1890, zm. 1982) – iracki polityk, premier Iraku w latach 1948-1949.

## Życiorys
Ukończył studia prawnicze w Bagdadzie. W 1912 zorganizował w tym mieście arabską organizację narodową o nazwie Narodowy Klub Naukowy. Zajmowała się ona upowszechnianiem wiedzy o kulturze i literaturze arabskiej, jej członkami byli młodzi intelektualiści arabscy, zarówno sunnici, jak i szyici. W klubie dyskutowano również o bieżących problemach politycznych, a jego członkowie krytycznie oceniali działalność władz Imperium Osmańskiego po rewolucji młodotureckiej. W 1913 władze zdecydowały o likwidacji legalnej dotąd organizacji. Klubowa gazeta została zamknięta, a al-Badżahdżi zbiegł przed aresztowaniem do Basry, gdzie opieką otoczył go szarif Talib.
Po wkroczeniu Brytyjczyków do Bagdadu w 1917 podjął pracę na ich rzecz jako tłumacz, następnie prowadził praktykę prawniczą. W 1924 został wybrany do irackiej Konstytuanty. W tym samym roku został pierwszy raz powołany do rządu irackiego i był przez rok ministrem komunikacji w gabinecie Jasina al-Haszimiego. W latach 1925–1927 ponownie był deputowanym do niższej izby irackiego parlamentu. Od 1927 do 1928 był ambasadorem Iraku w Wielkiej Brytanii. W 1930 wrócił do kraju, by objąć stanowisko ministra spraw wewnętrznych w rządzie Nuriego as-Sa’ida. Krytykował postanowienia traktatu brytyjsko-irackiego, zawartego w tym samym roku. W latach 30. XX wieku zaczął działać w organizacjach nagłaśniających sytuację Arabów palestyńskich i domagających się utworzenia niepodległej Palestyny.
W latach 1933–1935 al-Badżahdżi był ambasadorem Iraku przy Lidze Narodów, następnie przez cztery lata we Włoszech i od 1939 do 1942 we Francji, skąd zbiegł do Szwajcarii i tam pozostał do końca II wojny światowej. Kontynuował swoją działalność w organizacjach wspierających Arabów palestyńskich. W 1948 publicznie krytykował postanowienia ONZ w sprawie podziału Palestyny na państwa żydowskie i arabskie.
W czerwcu 1948, po wyborach parlamentarnych i dymisji premiera Muhammada as-Sadra, regent Iraku Abd al-Ilah powierzył al-Badżahdżiemu misję utworzenia nowego gabinetu. Rząd al-Badżahdżiego zachował linię polityczną poprzedników, jednak często dochodziło w nim do sporów, co prowadziło do jego osłabienia. Na okres sprawowania przez al-Badżahdżiego urzędu premiera przypadła klęska koalicji państw arabskich w wojnie z Izraelem. Irak skierował na front największy liczebnie kontyngent ze wszystkich państw arabskich. Po klęskach Arabów minister obrony w rządzie al-Badżahdżiego, Sadik Bassam, zaczął represjonować żyjących w Iraku Żydów; po międzynarodowych protestach w tej sprawie al-Badżahdżi usunął go ze stanowiska. Rząd przetrwał do stycznia 1949, gdy upadł po manifestacjach niezadowolenia z powodu przebiegu wojny z Izraelem. Regent wskazał na kolejnego premiera Nuriego as-Sa’ida.
Al-Badżahdżi był w latach 1949-1950 wicepremierem Iraku, zaś w 1951 wyjechał z kraju. Wrócił do Iraku po przewrocie Wolnych Oficerów i obaleniu monarchii w 1958.
Jego syn Adnan al-Badżahdżi był irackim dyplomatą.